# Здановська Юлія Янівна
Юлія Янівна Здановська (4 травня 2000, Харків — 3 березня 2022, Харків) — українська вчителька, математик та волонтерка. Лауреатка всеукраїнських та міжнародних олімпіад з інформатики та математики. Переможниця Європейської математичної олімпіади серед дівчат (срібна медаль, перше командне місце для України в офіційному заліку). Жертва російського вторгнення в Україну 2022 року.

## Біографія
Народилася 4 травня 2000 року в місті Харків (Україна). В школі перемагала на обласних та всеукраїнських олімпіадах з математики та інформатики. У 14 років переїхала до Києва, щоб продовжувати навчання в Українському фізико-математичному ліцеї.
У 2017 році разом із командою перемогла на Європейській математичній олімпіаді серед дівчат, у якій брали участь представниці з 44 країн. Українська команда поступилася лише команді США. Того ж року вона склала ЗНО на максимальні 200 балів.
Вивчала комп'ютерну математику на механіко-математичному факультеті Київського національного університету імені Тараса Шевченка.
У 2021 році долучилася до проєкту «Навчай для України / Teach For Ukraine», бо завжди мріяла бути вчителькою. Останні пів року викладала інформатику в Юр'ївській загальноосвітній школі у Дніпропетровській області. Вона хотіла, щоб школярі насолоджувалися математикою, а не боялися її.
Перед повномасштабним вторгненням повернулася до Харкова та пішла волонтерити у штаб оборони Харківщини. Загинула 3 березня 2022 року під час бомбардувань Харкова російськими агресорами. Останнє повідомлення від Юлії Здановської у Telegram було: «Спасибі, але я залишаюся у Харкові до перемоги».

## Вшанування пам'яті
В пам'ять про Юлію Здановську факультет математики Массачусетського технологічного інституту оголосив про організацію безкоштовного освітнього проєкту для талановитих старшокласників з України.
Для переможців Міжнародного конкурсу з інформатики Бебрас у Новій Зеландії встановлено Почесні відзнаки імені Юлії Здановської.
Професор Марина Вязовська віддала шану Юлії Здановській у своїй промові на церемонії нагородження медаллю Філдса на Міжнародному конгресі математиків, який відбувся 3−4 липня 2022 року.
10 листопада 2022 року Київська міська рада у рамках процесу дерусифікації перейменувала вулицю Ломоносова у Києві на вулицю Юлії Здановської.

## Участь в олімпіадах
Участь на Всеукраїнських олімпіадах з інформатики
| Рік  | Команда | Місце по класу | Загальне місце | Диплом |
| ---- | ------- | -------------- | -------------- | ------ |
| 2017 | УФМЛ    | 4              | 7              | I      |
| 2016 | УФМЛ    | 2              | 6              | I      |
| 2015 | УФМЛ    | 5              | 28             | II     |

Участь на Всеукраїнських олімпіадах з математики
| Рік  | Команда | Сума балів | Місце по класу | Диплом |
| ---- | ------- | ---------- | -------------- | ------ |
| 2017 | УФМЛ    | 28         | 13             | III    |
| 2016 | УФМЛ    | 39         | 6              | II     |
| 2015 | УФМЛ    | 39         | 8              | II     |

Участь на Європейській математичній олімпіаді серед дівчат
| Рік  | Команда | Сума балів | Місце  | Медаль   |
| ---- | ------- | ---------- | ------ | -------- |
| 2017 | Україна | 23         | 19/127 | Срібло   |
| 2016 | Україна | 7          | 71/119 | Учасниця |